# Mniejszość afrykańska w Polsce

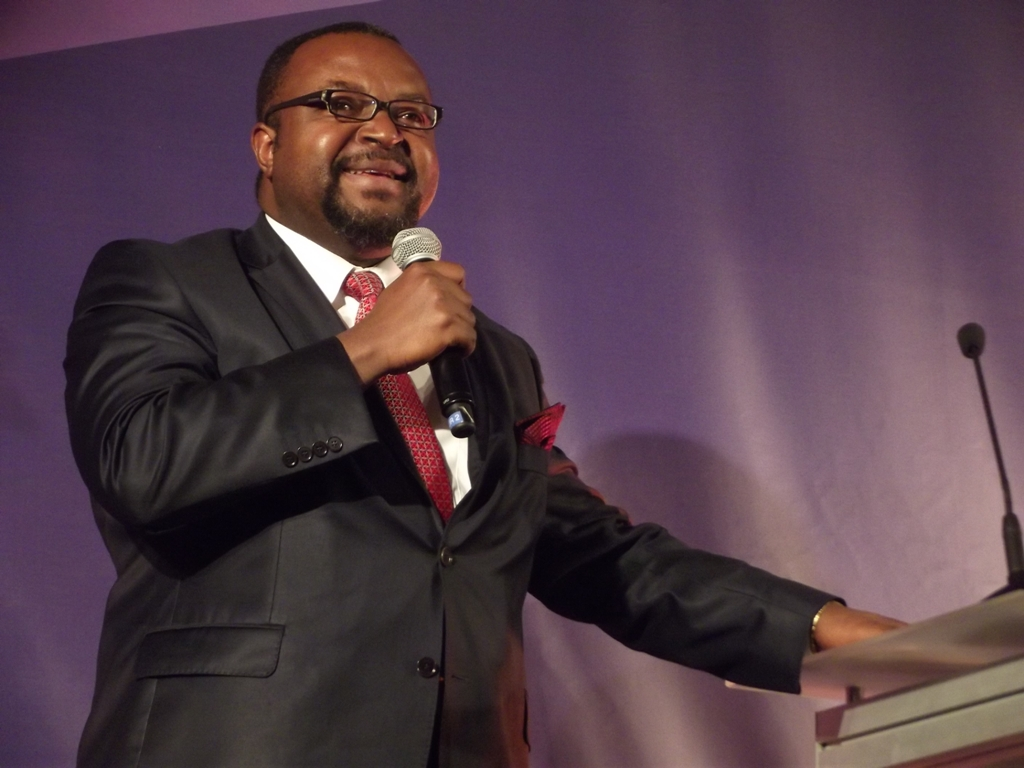
Polsko-nigeryjski polityk i poseł na Sejm, John Godson

Mniejszość afrykańska w Polsce, także diaspora afrykańska w Polsce, społeczność afrykańska w Polsce, imigranci z Afryki w Polsce, Afropolacy – określenie stosowane głównie do czarnoskórych emigrantów, głównie z Afryki, przebywających w Polsce. Mniejszość ta nie jest oficjalnie rozpoznana w polskim prawodawstwie. 
Określenie „z Afryki” nie jest całkowicie precyzyjne, ponieważ może także obejmować osoby z terytoriów państw arabskich znajdujących się w Afryce, a nawet białych mieszkańców tego kontynentu. Liczba czarnoskórych imigrantów przybywających z Afryki do Polski nie jest dokładnie znana i w 2012 r. była szacowana na ok. 2–3 tysięcy osób, czyli ok. 2% wszystkich mieszkających w Polsce cudzoziemców (i ok. 3% zagranicznych studentów). Jeśli pojęciem objąć także nieczarnoskórych imigrantów z Afryki do Polski, wielkość tej społeczności byłaby przynajmniej dwukrotnie wyższa. Należy też zwrócić uwagę, że czarnoskórzy imigranci mogą też pochodzić z innych krajów, np. USA (zob. Afroamerykanie). 
Większość imigrantów z Afryki przebywa w województwie mazowieckim, zwłaszcza w Warszawie. Główne kraje pochodzenia imigrantów z krajów Afryki Subsaharyjskiej (zwanej także Afryką Czarną) to Nigeria, Kamerun, Kenia i Angola, ale na przykład w Lublinie dominującą grupą są imigranci z Zimbabwe,,.
Polska nie jest popularnym krajem docelowym dla imigrantów z Afryki, większość z nich przebywa w Polsce przez krótki czas i po skończeniu studiów wraca do ojczyzny lub emigruje do krajów Europy Zachodniej, gdzie znajdują się większe diaspory afrykańskie i możliwości zarobkowe. 
Tematyka imigrantów z Afryki była już przedmiotem zainteresowań polskich badaczy w latach 60. Reżim komunistyczny propagandowo popierał przyjazdy studentów z krajów Trzeciego Świata do Polski i liczba studentów z Afryki w latach 70. i 80. wynosiła ok. kilkuset osób rocznie; liczba ta zmniejszyła się w latach późniejszych, ale ponownie wzrosła znacznie w latach 2000 (z ok. 600 na początku tej dekady do ponad 2000 pod jej koniec).
Jednym z głównych problemów społecznych spotykanym przez imigrantów z Afryki w Polsce jest zjawisko rasizmu; osoby czarnoskóre i ciemnoskóre doświadczają aktów agresji i dyskryminacji. Od wielu lat nagminnym zjawiskiem jest obrażanie czarnoskórych piłkarzy przez kibiców wielu polskich klubów piłkarskich.

## Czytaj więcej
- James Omolo, Strangers at the gate; Black Poland, James Omolo, 18 stycznia 2018, ISBN 978-83-947118-0-1 [dostęp 2021-04-25] (ang.). Brak numerów stron w książce